# フットボール・ファクトリー
『フットボール・ファクトリー』（The Football Factory）は2004年のイギリスの犯罪映画。プレミア・リーグのチェルシーFCのサポーター（フーリガン）の姿を描いている。タイトルにフットボールと付くがサッカーシーンは皆無である。
日本では劇場未公開だが、2006年5月10日にDVDが発売されている。

## ストーリー
イギリスの暴力地帯に住む30歳目前の男トミーの週末の愉しみはドラッグと酒、SEXそして仲間と一緒に応援しているフットボール・クラブの“チェルシー”と暴力だけだった。日々意味のない喧嘩に明け暮れていたトミーは、いつものように酒場で仲間たちと飲んでいるときに最大のグッドニュースを聞く。ライバルチームでトミーたちと同じく乱暴な集団が応援している“ミルウォール”とFAカップでの対戦が決まったのだ。狂乱するトミーたちはやつらを完膚なきまでにぶちのめす、今度の土曜日を待ち望むのだったが、敵もただやられるつもりは毛頭なかった。しかし、個人的に宿敵のサポーターチームに追われる身になってしまったトミー。それがきっかけで、自分の人生、これでいいのか？意味はあるのか？と自問する。戦いが無意味に思えてくるのだが、それでも仲間は棄てられない。トミーは予知夢に観る自分の悲惨な末路に悩まされながら、ある結論を見出す。

## キャスト
- トミー・ジョンソン - ダニー・ダイア
- ビリー・ブライト - フランク・ハーバー（英語版）
- フレッド - テイマー・ハッサン
- ザバディー - ローランド・マヌーキアン（英語版）
- ロッド - ニール・マスケル（英語版）
- ビル・ファレル - ダッドレー・スットン（英語版）
- タクシー運転手 - ジェイミー・フォアマン（英語版）